# Caspar Netscher
Caspar Netscher (1639, Heidelberg ou Prague –  15 janvier 1684, La Haye) est un peintre néerlandais du siècle d'or. Il est connu pour ses peintures de portraits.

## Biographie

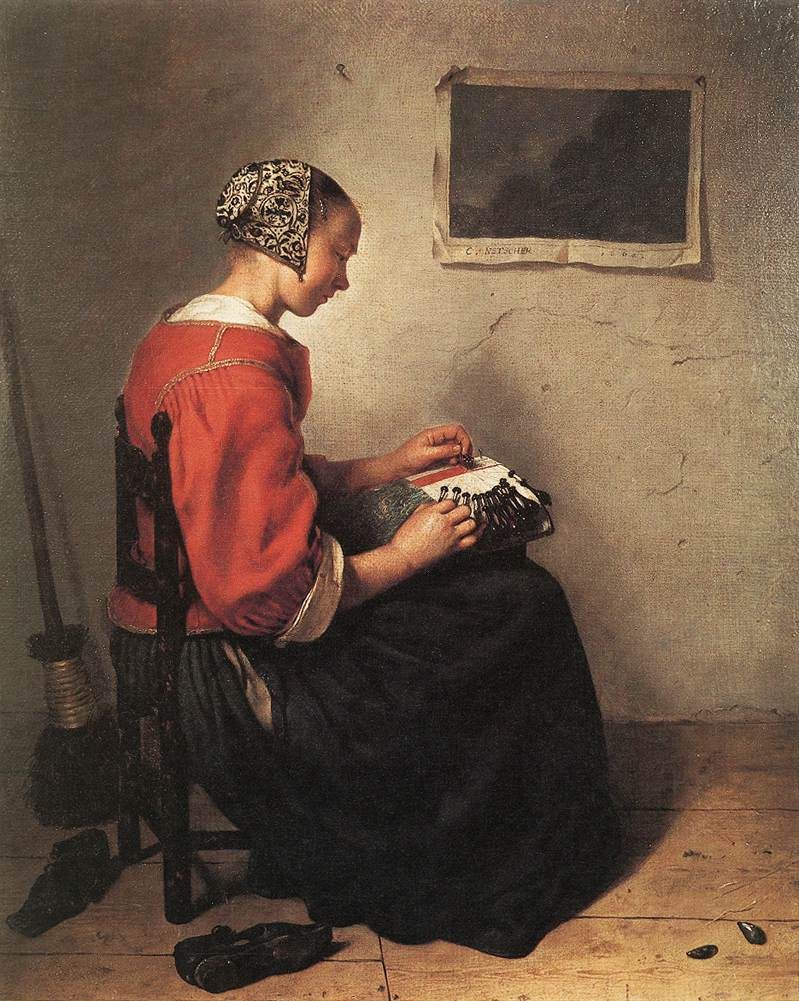
La Dentellière (1662), Collection Wallace, Londres.

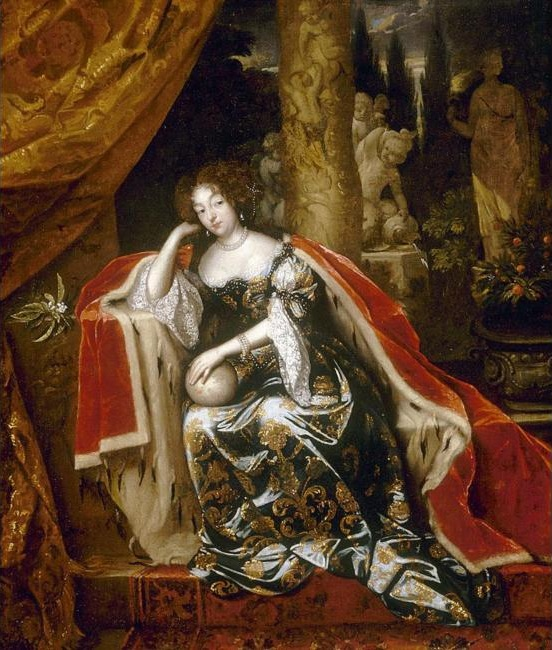
Portrait de Mary II Stuart, reine d'Angleterre (1676), Museum of the Shenandoah Valley.

Caspar Netscher est né en 1639 à Heidelberg en Allemagne ou à Prague en Bohême.
On connaît peu de choses sur les premières années de l'artiste. Son père Johann Netscher, qui est probablement un sculpteur originaire de Stuttgart décède en Pologne lorsque Casper a deux ans. D'autres sources mentionnent un père qui serait peintre et originaire de Rotterdam. Sa mère fuyant les périls de la guerre civile se réfugie à Arnhem en 1642. Pendant sa fuite, elle perd deux de ses enfants. 
À Arnhem, il est adopté par un physicien du nom de Arnold Tulleken. Bien qu'a priori il est destiné à embrasser la même carrière que son père adoptif, il fait montre très tôt de ses aptitudes en peinture. Il a reçu ses premières leçons de dessin par Hendrick Coster, un artiste local.
En 1654, à Deventer, il devient l'élève de Gerard ter Borch, apparenté à la famille Tulleken. Il est sans aucun doute le plus talentueux de ses élèves, et devient très probablement son assistant car il figure en tant que modèle sur plusieurs des œuvres de Gerard Ter Borch.
En 1658, il part en bateau pour l'Italie pour y parfaire son éducation. Cependant, il ne va pas plus loin qu'au sud de Bordeaux qu'il atteint durant l'automne. Il épouse Margaretha Godijn, fille du mathématicien et concepteur de fontaines en 1659. Il travaille dur pour gagner sa vie en peignant des petites images de cabinet qui sont aujourd'hui très appréciées en raison de leur finition exquise.
Installé à La Haye en 1662, probablement en raison des persécutions des protestants, sa peinture évolue vers celle du portrait. Il est membre de la guilde en octobre 1662. C'est dans cet art de la peinture de portrait qu'il a eu le plus de succès. En 1668, il rejoint le Schutterij, la milice locale. Cette même année Cosme III de Médicis, en voyage aux Pays-Bas lui achète quatre tableaux.
Il est probable que Netscher connaissait les peintres Frans van Mieris l'Ancien et Gérard Dou, mais il est certain qu'il connaissait le peintre Gerrit de Hooch (en) de La Haye car la fille nouvellement née de Gerrit prénommée Margarita en 1676 porte le même prénom que sa femme. Caspar et son épouse sont les témoins de la naissance de la petite fille.
Alors que le roi Guillaume III d'Angleterre devient son mécène, ses revenus lui permettent de satisfaire son propre goût dans la représentation des pièces musicales et de conversation. C'est dans ces derniers que Caspar Nescher excelle, en peignant très souvent des personnages féminins, avec en particulier une extrême minutie dans la description et la couleur des tissus. Il est également très talentueux dans la représentation picturale des tapis d'Orient, des soieries et des brocarts.
Il est à l'apogée de son art et rencontre un grand succès, lorsqu'il meurt prématurément le 15 janvier 1684 à La Haye. 
Ses fils Constantyn (1668–1722) et Theodorus (1661–1732), tous les deux peintres, perpétuent dans leurs œuvres le style de leur père mais avec un talent moindre.

## Œuvres
- 1660-1684 :

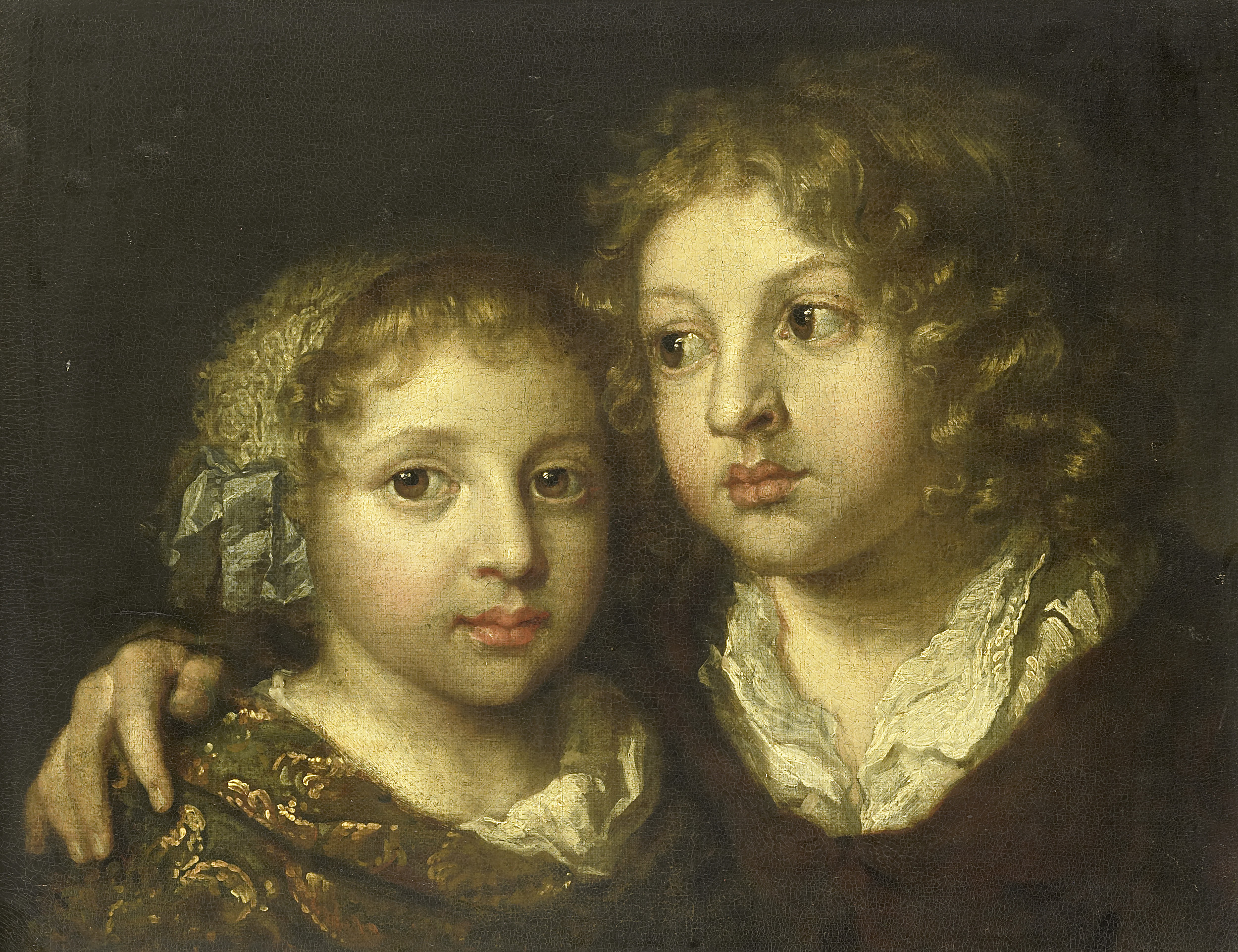
Enfants de l'artiste
Rijksmuseum

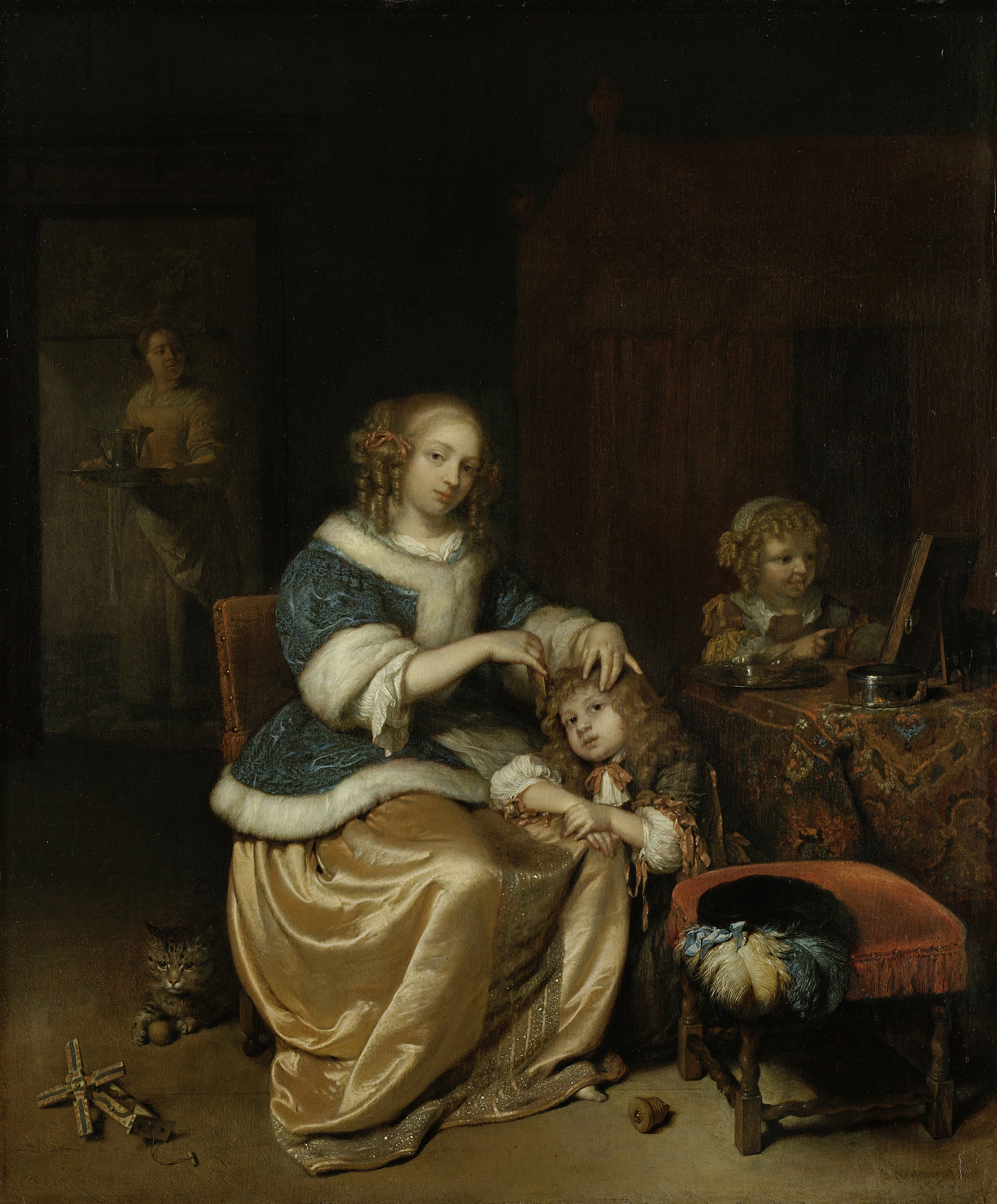
Mère peignant son enfant, 1669
Rijksmuseum

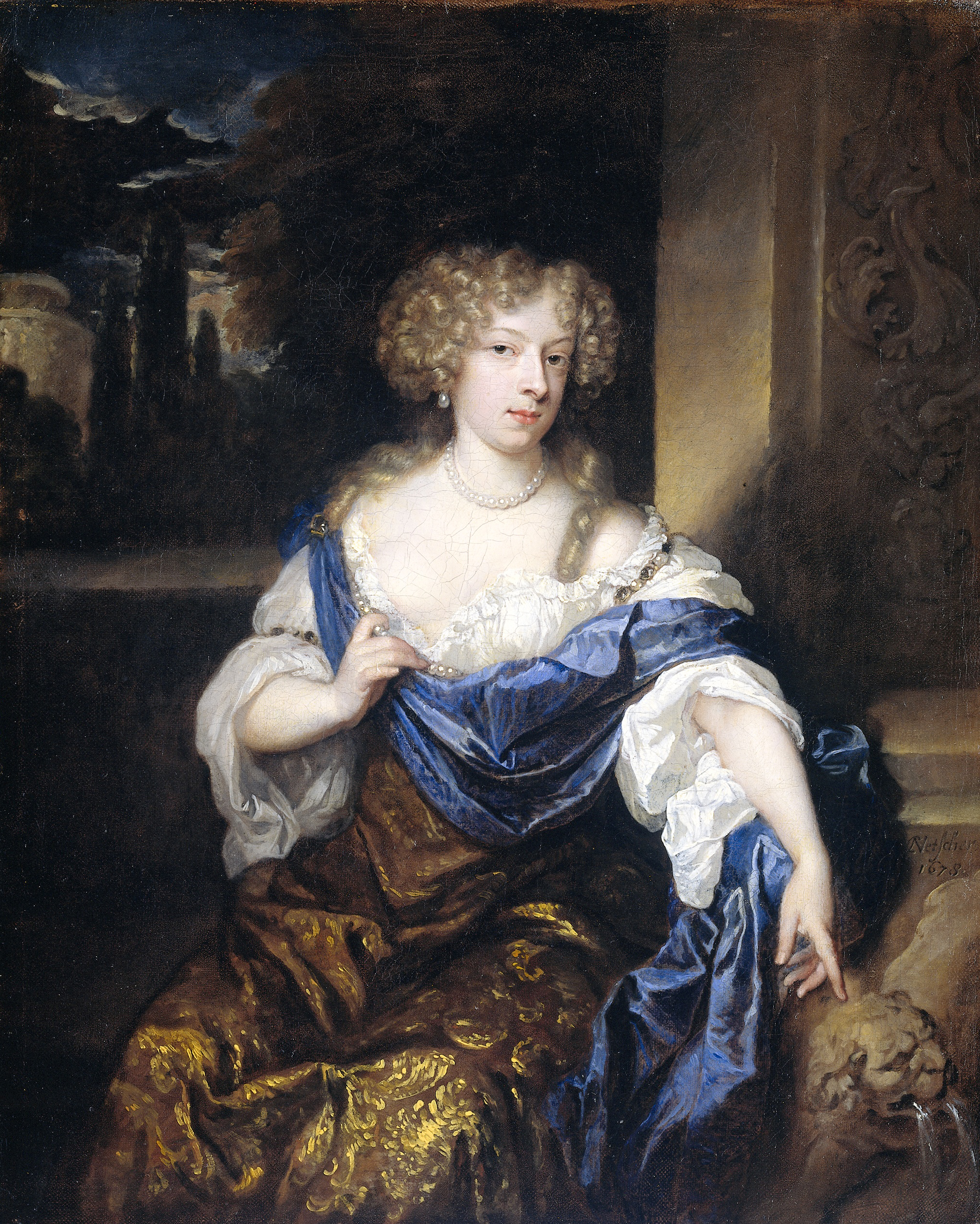
Catharina de Witte, 1678
Rijksmuseum

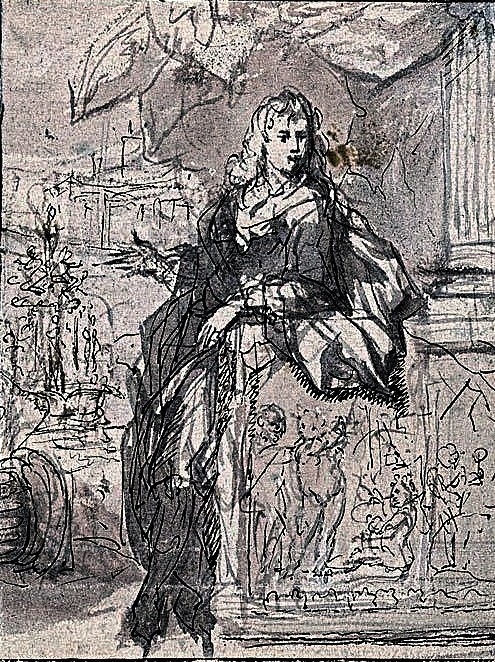
Portrait d'un inconnu dans une large cape, de 1649 à 1684
Rijksmuseum

  - Autoportrait, huile sur panneau, 28 × 22 cm, Rijksmuseum, Amsterdam[2]
  - Portrait de Margaretha Godin, épouse du peintre, huile sur toile, 72 × 59 cm, Rijksmuseum, Amsterdam[3]
  - Portrait de Cornelis Backer (1633-1681), conseiller, parlementaire, et colonel de la milice d'Amsterdam, huile sur toile, 50 × 42 cm, Rijksmuseum, Amsterdam[4]
- 1661-1684 : Une fille et un fils (Constantyn?) de l'artiste, huile sur toile, 37 × 45 cm, Rijksmuseum, Amsterdam[5]
- 1663 : 
  - Portrait de Pieter de Graeff (1638-1707), seigneur de Zuid-Polsbroek, Purmerland, et Ilpendam, huile sur bois, 51 × 36 cm, Rijksmuseum, Amsterdam[6]
  - Portrait de Jacoba Bicker (1640-1695), épouse de Pieter de Graeff, huile sur panneau, 51 × 36 cm, Rijksmuseum, Amsterdam[7]
- 1664-1665 : Deux pendants au Louvre :
  - Duo entre une chanteuse et un joueur de théorbe, dit autrefois La Leçon de chant, 48 × 38 cm, Musée du Louvre, Paris[8]
  - Joueur de basse viole, 45 × 36 cm, Musée du Louvre, Paris[8]
- 1665 - 1670 : Portrait d'un homme, huile sur cuivre, 8 × 6 cm, Rijksmuseum, Amsterdam[9]
- 1668 : Portrait de Lady Philippina Staunton, épouse de Roelof van Arkel, seigneur de Burgst, huile sur toile, 87 × 69 cm, Rijksmuseum, Amsterdam[10]
- 1669 :
  - Intérieur avec une mère peignant les cheveux de son enfant, huile sur bois, 44 × 38 cm, Rijksmuseum, Amsterdam[11]
  - Femme avec une montre, huile sur panneau, 15 × 14 cm, Wallace Collection, Londres[12]
  - Enfant cueillant une rose, huile sur panneau, 36 × 27 cm, Wallace Collection, Londres[13]
  - Jeune femme jouant de la guitare, huile sur panneau, 36 × 28 cm, Wallace Collection, Londres[14]

Mécénat de Guillaume III
- 1670-1684 : Portrait de Guillaume III (1650-1702), Prince d'Orange et Roi d'Angleterre, huile sur toile, 49 × 39 cm, Rijksmuseum, Amsterdam[15]
- 1671-1675 : Réception de l'ambassadeur hollandais Hieronymus van Beverningk par la reine régente espagnole Marie-Anne d'Autriche, le 2 mars 1671, huile sur toile, 70 × 79 cm, Rijksmuseum, Amsterdam[16]
- 1671-1684 : Portrait de Thedoor Netscher (1661-1728), le fils aîné du peintre, huile sur toile, 47 × 38 cm, Rijksmuseum, Amsterdam[17]
- 1672 : Portrait de Constantin Huygens (1596-1687), seigneur de Zuylichem, secrétaire de Frédéric-Henri, Guillaume II et Guillaume III, et poète, huile sur panneau, 27 × 23 cm, Rijksmuseum, Amsterdam[18]
- 1674 : Portrait d'une femme, vraisemblablement un membre de la famille Van Citters, huile sur toile, 49 × 39 cm, Rijksmuseum, Amsterdam[19]
- 1678 :
  - Portrait d'un homme, vraisemblablement un membre de la famille Van Citters, huile sur toile, 49 × 39 cm, Rijksmuseum, Amsterdam[20]
  - Portrait de Helena Catharina de Witte (1661-1695), épouse de Iman Mogge, seigneur d'Haamstede, huile sur toile, 49 × 40 cm, Rijksmuseum, Amsterdam[21]
- 1680-1684 : Portrait de Guillaume III (1650-1702), Prince d'Orange et Roi d'Angleterre, huile sur toile, 80 × 63 cm, Rijksmuseum, Amsterdam[22]
- 1681 : Portrait de femme avec une orange, huile sur toile, 47 × 38 cm, Wallace Collection, Londres[23]
- vers 1683 : Portrait de Mary Stuart (1662-1695), épouse du Prince Guillaume III, huile sur toile, 80 × 63 cm, Rijksmuseum, Amsterdam[24]

Dates non documentées
- Portrait de Diederick Hoeufft (1610-88) et son épouse Maria Witt (1620-81) et leurs enfants[25], Rijksmuseum, Amsterdam
- Portrait de Pieter Rendorp (1648-1699), brasseur de bière d'Amsterdam and propriétaire de navire marchand commerçant avec la Norvège et la Mer Baltique[26], Rijksmuseum, Amsterdam
- Portrait de femme, Palais des Beaux-Arts, Lille[27]
- Confidence, huile sur toile, 51 × 41 cm, Pinacothèque nationale, Athènes[28]